# تصويل

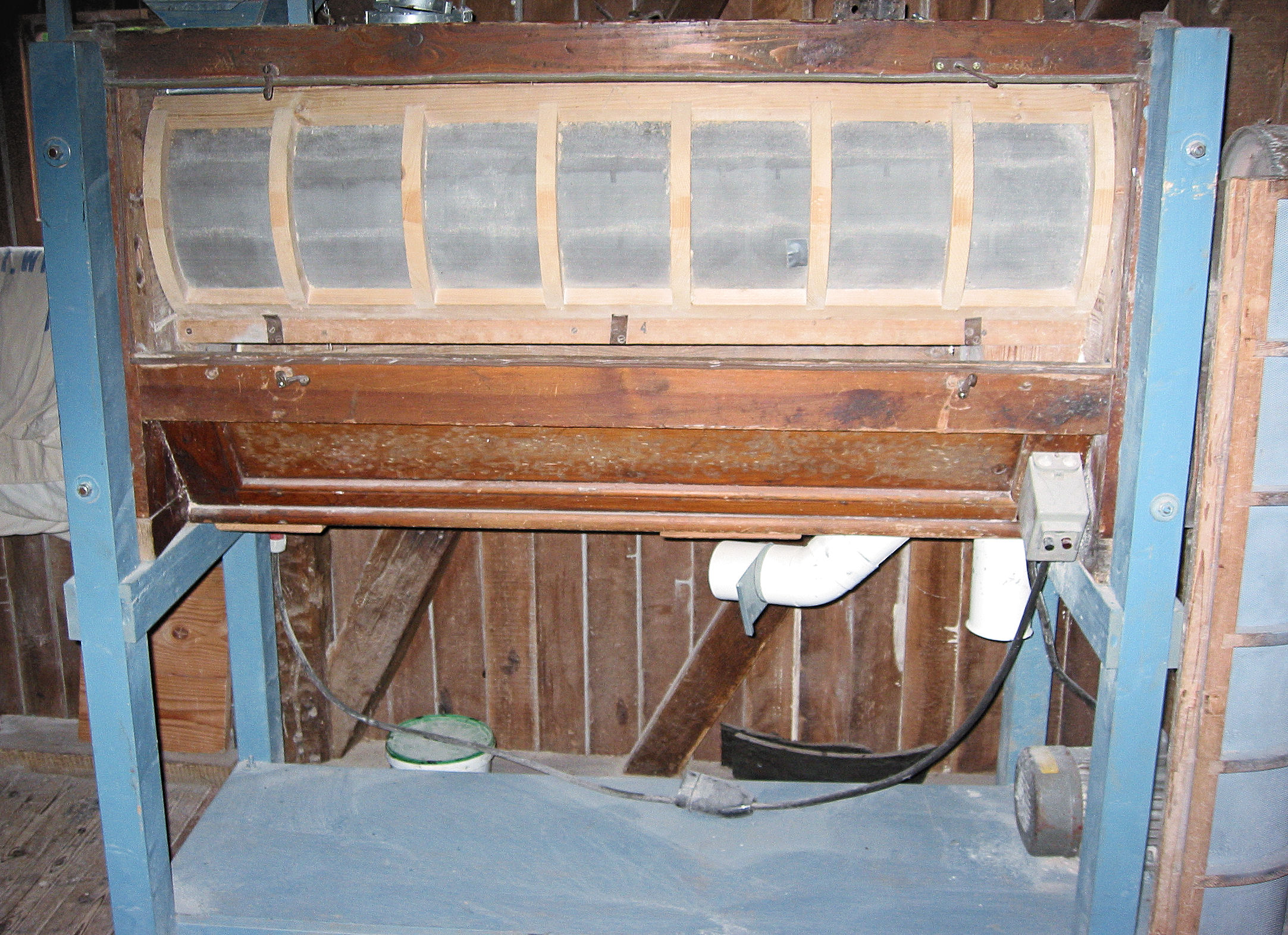

التصويل (بالإنجليزية: Elutriation)‏، هي العملية التي يتم فيها فصل الجسيمات على أساس حجمها وشكلها وكثافتها، وذلك باستخدام تيار من الغاز أو السائل المتدفق في اتجاه عادة يكون عكس اتجاه الترسب. وتستخدم هذه الطريقة أساساً للجسيمات أصغر من 1 ميكرون.
وهي طريقة لفصل الجزيئات باستخدام اختلافات الوزن النوعي بين الجسيمات عندما تكون عالقة في السوائل. في الممارسة العملية، عادةً ما يسمح الفرق في الوزن النوعي للجزيئات بالتحرك ضد تدفق تصاعدي للموائع (مثل الماء أو الهواء) لتستقر في القاع، في حين تظل المواد عالقة ويتم سحبها مع الجسم المائع.

## المصنف الهوائي
على سبيل المثال، في المصنفات الهوائية المستخدمة في إنتاج الوقود المشتق من النفايات تعتمد مبدأ التصويل لفصل المواد القابلة للاحتراق الخفيفة عن المواد غير القابلة للاحتراق الثقيلة.